# Traunsteinhaus
Das Traunsteinhaus, auch als Naturfreundehütte bezeichnet, ist ein alpines Schutzhaus der Ortsgruppe Gmunden der Naturfreunde Österreich am Traunstein, auf dem Traunkirchner Kogel, in den Oberösterreichischen Voralpen.

## Geschichte
Es wurde ab 1925 errichtet und am 14. August 1927 in Anwesenheit von rund 900 Bergsteigern durch den späteren Bundespräsidenten Theodor Körner feierlich eröffnet. Nach der Auflösung der Naturfreunde 1934 wurde die Hütte den Bergfreunden übertragen und 1938 dem Deutschen Jugendherbergswerk. Nach dem Krieg ging das Traunsteinhaus wieder an die Naturfreunde zurück.
1963 erfolgte der erste Auftransport mittels Hubschrauber, 1966 baute man eine Blitzschutzanlage ein, 1985 wurde das erste Funktelefon in Betrieb genommen, 1991 wurde eine Solaranlage errichtet und 1995 eine biologische Pflanzenkläranlage.
Nachdem 1974 die gewerbebehördliche Auflagen zur Errichtung von Sanitäranlagen erteilt wurde, erfolgte 1975 ein westseitiger Anbau mit Sanitärräumen, Gastraum und Schlafräumen. Von Februar 2013 bis Mai 2014 erfolgte der nächste Umbau und eine wesentliche Erweiterung der Hütte. Dies wurde nach Plänen des Steyrer Architekturbüro Schmid + Leitner ausgeführt und kostete rund 1,2 Mio. Euro.

## Bildergalerie

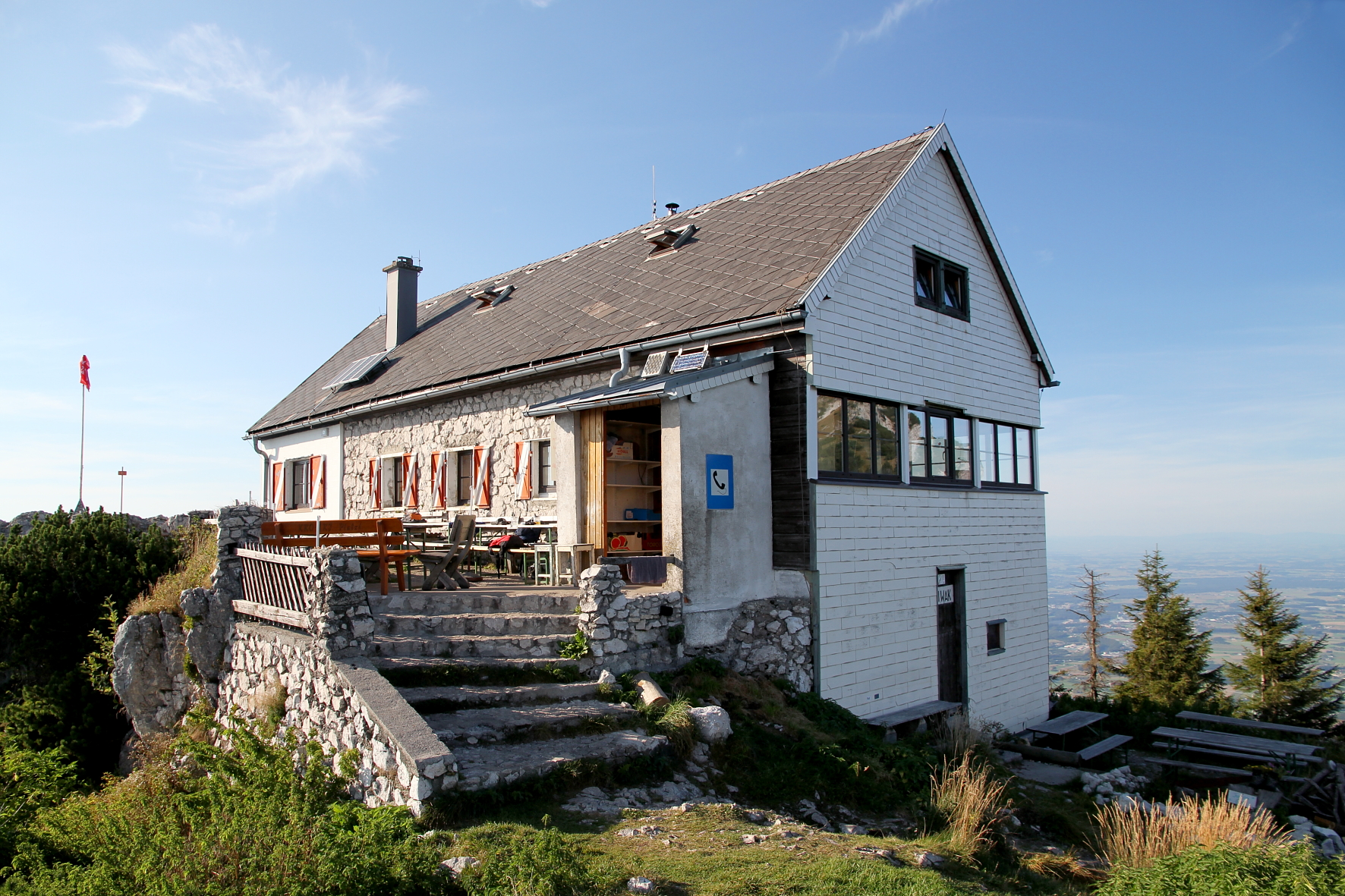
Südostansicht des Traunsteinhauses vor dem Umbau (2011)
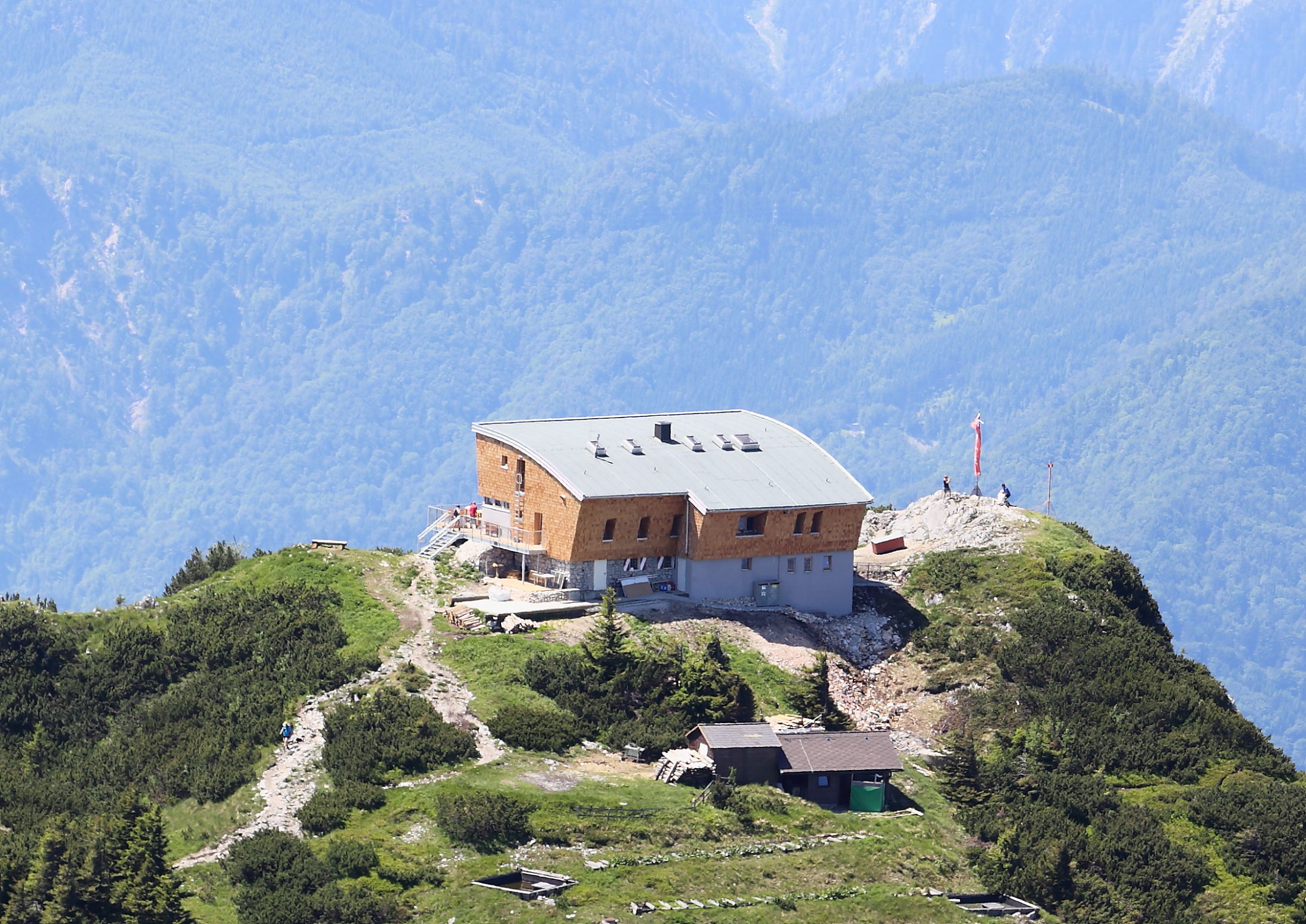
Traunsteinhaus vom Fahnenkogel aus gesehen (2014)
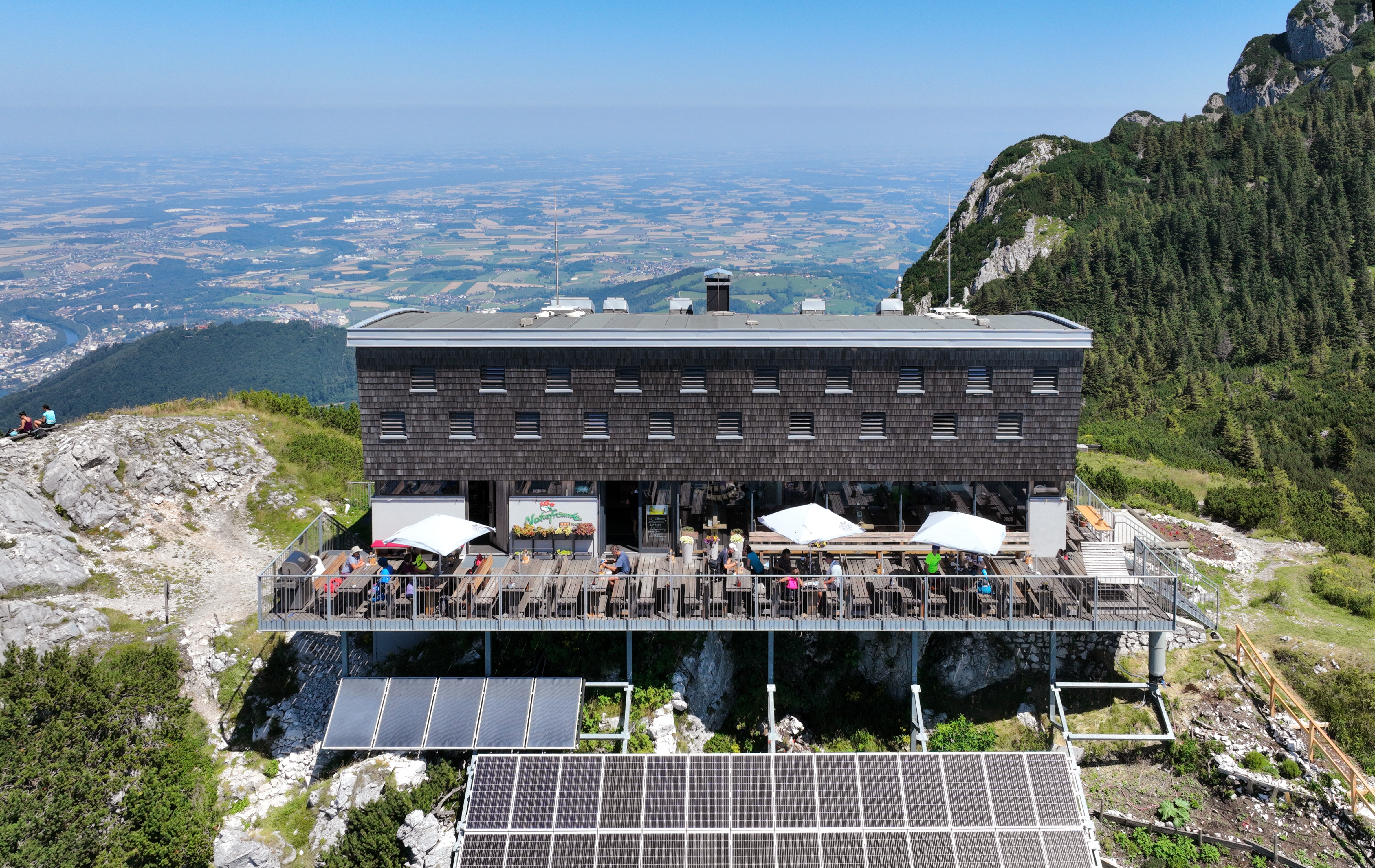
Südansicht des Traunsteinhauses (2022)